# Henry B. Cowles
Henry Booth Cowles (* 18. März 1798 in Hartford, Connecticut; † 17. Mai 1873 in New York City) war ein US-amerikanischer Jurist und Politiker. Zwischen 1829 und 1831 vertrat er den Bundesstaat New York im US-Repräsentantenhaus.

## Werdegang
Henry Booth Cowles wurde Ende des 18. Jahrhunderts in Hartford geboren. Seine Familie zog 1809 in das Dutchess County. Er graduierte 1816 am Union College in Schenectady. Cowles studierte Jura und begann nach dem Erhalt seiner Zulassung als Anwalt im Putnam County zu praktizieren. Zwischen 1826 und 1828 saß er in der New York State Assembly. Politisch gehörte Cowles der Anti-Jacksonian-Fraktion an. Bei den Kongresswahlen des Jahres 1828 wurde er im vierten Wahlbezirk von New York in das US-Repräsentantenhaus in Washington, D.C. gewählt, wo er am 4. März 1829 die Nachfolge von Aaron Ward antrat. Er schied nach dem 3. März 1831 aus dem Kongress aus. 1834 zog er nach New York City, wo er bis zu seinem Tod am 17. Mai 1873 als Anwalt tätig war. Sein Leichnam wurde auf dem Friedhof in Rhinebeck beigesetzt.